# Lyteba bisulca
Lyteba bisulca är en stekelart som först beskrevs av Christian Gottfried Daniel Nees von Esenbeck 1834.  Lyteba bisulca ingår i släktet Lyteba, och familjen hyllhornsteklar. Arten är reproducerande i Sverige.